# Allisha Gray
Allisha Gray, född 12 januari 1995, är en amerikansk basketspelare. 
Gray deltog vid olympiska sommarspelen 2020 och var en del av USA:s lag som tog guld i tremannabasket.